# Giacomo Leopardi (homme politique)
Pour les articles homonymes, voir Leopardi (homonymie).
Giacomo Leopardi, né le 19 décembre 1928 à Gênes et mort le 13 septembre 2015 à Rome, est une personnalité politique italienne membre de Forza Italia et ancien parlementaire européen.

## Biographie
Il est président de Federfarma de 1975 à 1985, puis président de la Fédération nationale des ordres jusqu'en 2009.
Il est élu député européen lors des élections de 1994 sur les listes de Forza Italia. Il est membre de la commission de l'environnement, de la santé publique et de la protection des consommateurs, de la délégation pour les relations avec les États-Unis et de la délégation à la commission parlementaire mixte UE-Malte.
Aux élections générales de 2001, il se présente à la Chambre des députés au Collegio Roma Pietralata : soutenu par la coalition de centre-droit de la Maison des libertés, il obtient 45,1% des voix et est battu par la représentante de L'Olivier Gabriella Pistone avec 50,9 %.
Giacomo Leopardi meurt le 13 septembre 2015.